# Halobacteriales
Ordre
Familles de rang inférieur
- Halobacteriaceae

L’ordre des Halobacteriales est un ordre d'halobactéries, une classe d'archées halophiles qu'on rencontre dans les milieux humides très riches en sels en présence de matières organiques. Leurs colonies forment de grandes étendues rougeâtres en raison de la bactériorhodopsine, un pigment biologique utilisé pour convertir l'énergie lumineuse en gradient de concentration de protons à travers la membrane plasmique, gradient utilisé par couplage chimiosmotique pour permettre à une ATP synthase de produire de l'ATP. Ces halobactéries possèdent également un second pigment, l'halorhodopsine, qui génère un gradient de concentration d'ions chlorure en réponse à l'exposition à la lumière.